# Répertoire des œuvres pour deux pianistes
Cet article répertorie les compositions écrites pour des duos de piano, aussi bien des œuvres pour piano à quatre mains que d'autres pour deux pianos.
Il y a environ 6 500 œuvres pour deux pianos. Il est donc de fait impossible de faire figurer l'ensemble de ces pièces sur cette page, c'est pourquoi une source de référence est demandée avant l'ajout de pièces de compositeurs peu connus.

## Œuvres pour piano à quatre mains

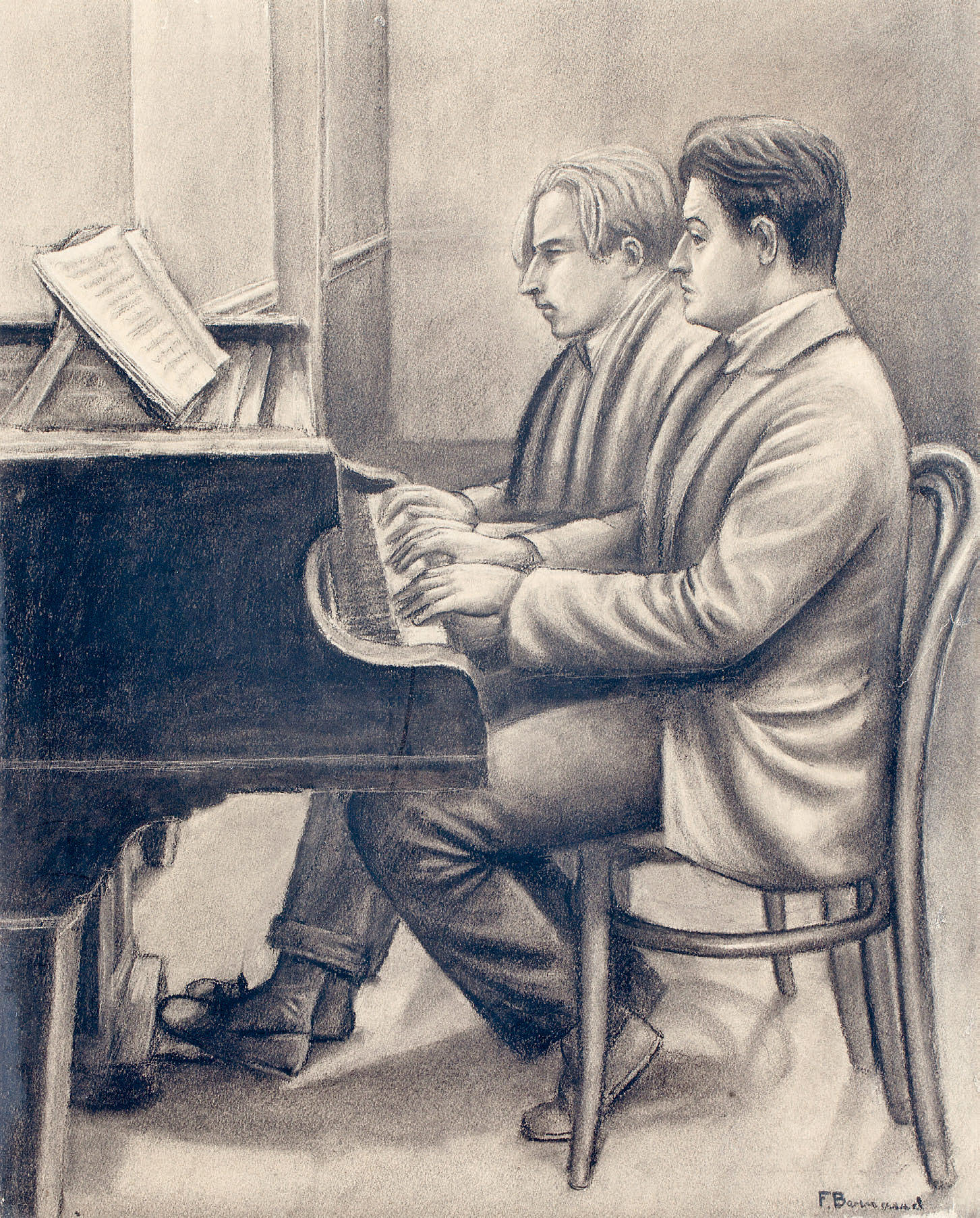
François Barraud : François Barraud et Albert Locca au piano.

### Période classique
- Jean-Chrétien Bach : Minuetto
- Ludwig van Beethoven : Sonate Op.6 (Allegro molto et rondo), Six variations sur un lied, Variations sur un thème de Waldstein et 3 Marches (opus 45 n°1, 2 et 3)
- Muzio Clementi : 2ème Sonate et 4ème Sonate
- Diabelli : plusieurs sonate et sonatines (par exemple Sonatine Op.150 n°1 (Allegro moderato et rondo) et Rondo de la 3ème Sonate Op.37)
- Dussek : Larghetto de la Sonate Op.48
- Hummel : Tyrolienne variée
- Kozeluch : Finale de la Sonate, Op.19
- Kuhlau : plusieurs sonatines (Rondo de la 3ème sonatine, Sonatine, Op.44 n°1 (Allegro et rondo), Allegro de la 2ème Sonatine)
- Wolfgang Amadeus Mozart (1756–1791)Mozart et sa sœur jouent en duo à quatre mains.

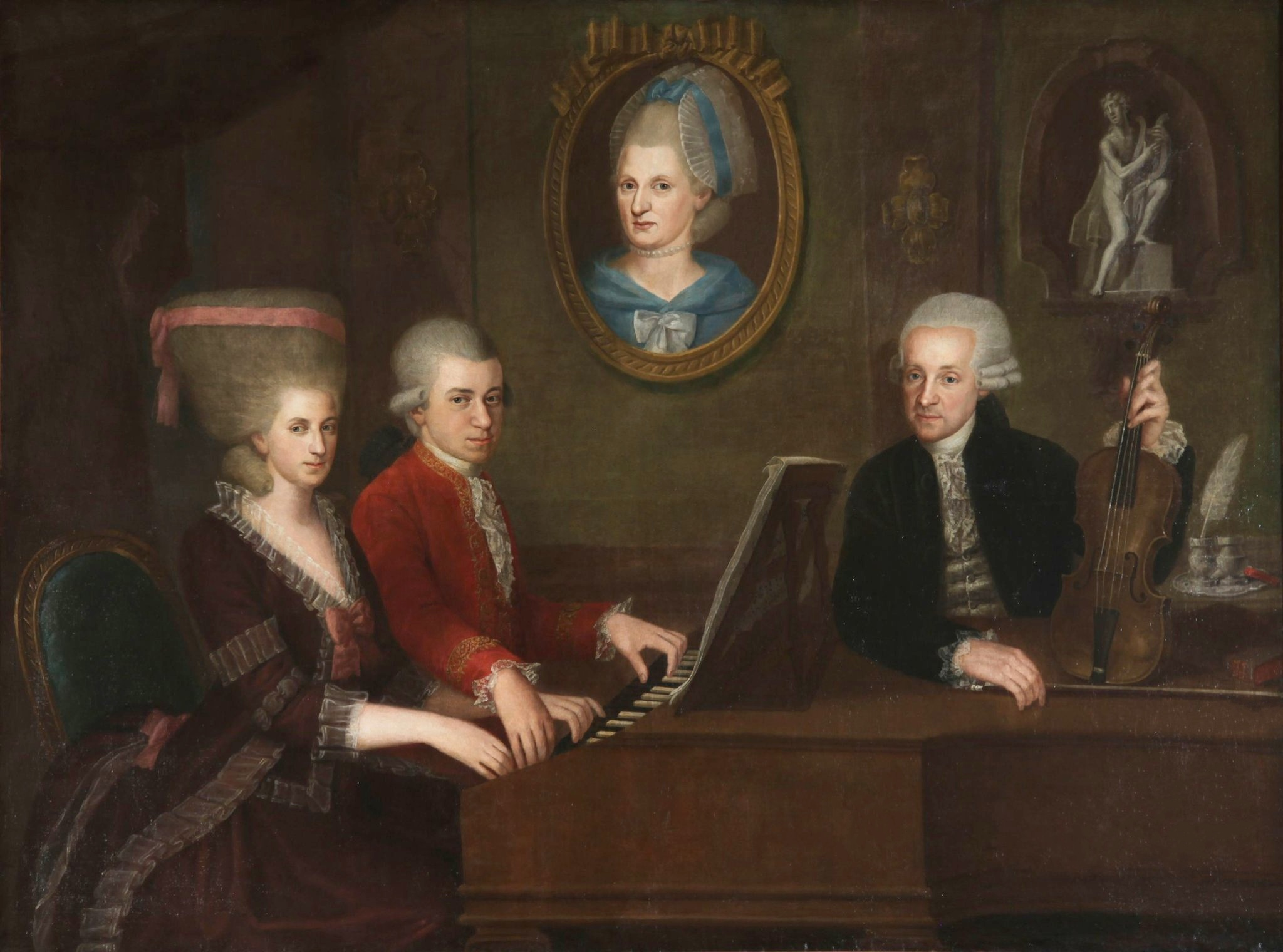
Mozart et sa sœur jouent en duo à quatre mains.

Andante avec cinq variations en sol majeur, K. 501 (1786)
Sonate pour piano à quatre mains en do majeur, K. 19d (1765)
Sonate pour piano à quatre mains en sol majeur, K. 357/497a (1786)
Sonate pour piano à quatre mains en si bémol majeur, K. 358/186c (1774)
Sonate pour piano à quatre mains en ré majeur, K. 381/123a (1772)
Sonate pour piano à quatre mains en fa majeur, K. 497 (1786)
Sonate pour piano à quatre mains en do majeur, K. 521 (1787)

### Période romantique
- Georges Bizet (1838–1875)

Jeux d'enfants, op. 22 (1871)
- Johannes Brahms (1833–1897)

Danses hongroises (1869-80)
Seize Valses, op. 39 (1865)
Variations sur un thème de Robert Schumann, op. 23 (1861)
- Emmanuel Chabrier (1841–1894)

Pas redoublé (Cortège burlesque) (1881)
Joyeuse Marche (1885)
Souvenirs de Munich, Quadrille sur les thèmes favoris de Tristan und Isolde de Richard Wagner (1887)
- Antonín Dvořák (1841–1904)

Dix légendes, op. 59 (1881)
Danses slaves, op. 46 et 72 (1878, 1886)
De la forêt de Bohème (en), op. 68 (1883)
- Gabriel Fauré (1845–1924)

Dolly, suite, op. 56 (1894-1897)
Souvenirs de Bayreuth, composé avec André Messager
- Edvard Grieg (1843–1907)

Danses norvégiennes, op. 35 (1881)
2 Walzer-Capricen (Valse-Caprices), op. 37
- Franz Liszt (1811–1886)

Nocturne en mi majeur, après Sonnet No. 104 (1858)
Grand galop chromatique
L'Arbre de Noël
- Felix Mendelssohn (1809–1847)

Allegro brillant, op. 92 (1841)
- Franz Schubert (1810–1856)

Allegro en la mineur, D. 947, Lebensstürme (1828)
Fantaisie en fa mineur, D. 940, op. 103 (1828)
Sonate pour piano à quatre mains no 2 « Grand Duo », D. 812 (1824)
Rondo en la majeur, D. 951 (1828)
Trois marches militaires, D. 733, op. 51 (la plus célèbre étant la première en ré majeur)
Sonate en si bémol majeur
1ère Polonaise (Op.75 n° 1)
Marche caractéristique (Op.121 n°1)
Polonaise (opus 61 n°3)
Suite de Valse (opus 33)
Marche héroïque (opus 40 n°1)
- Robert Schumann (1810–1856)

Bilder aus Osten, op. 66 (1848)
12 pièces dans l'opus 85
Opus 109
Opus 130
- Weber : plusieurs opus, dont l'opus 3, l'opus 10 et l'opus 60, contenant chacun une série de pièces

### Période moderne
- Samuel Barber (1910–1981)

Souvenirs, op. 28 (1951)
- Mel Bonis

Suite dans le style ancien
Pavane
Sarabande
Six Pièces à quatre mains (dont deux très faciles)
Six Valses-Caprice
Le Songe de Cléopâtre
- André Caplet

Un tas de petites choses
- Alfredo Casella

Pagina di guerra
- Claude Debussy (1862–1918)

Petite Suite (1889)
Marche écossaise sur un thème populaire (1891)
Six épigraphes antiques (1914)
Diane
Divertissement
Andante cantabile
Intermezzo
Symphonie en si mineur
Le Triomphe de Bacchus
- Louis Durey

Deux pièces (Carillon et Neige, 1916-1918)
- Enrique Granados

En la aldea (1888)
- Paul Hindemith (1895–1963)

Ragtime (1921)
Sonate pour piano à quatre mains (1938)
- John Ireland (1879-1962)

Mai-Dun
- Charles Koechlin (1867–1950)

Suite pour piano à quatre mains (1898-1901)
Quatre sonatines françaises (1919)
- Darius Milhaud (1892-1974)

Le Bœuf sur le toit (1920)
- Francis Poulenc (1899–1963)

Sonate pour piano à quatre mains (1918)
- Sergueï Rachmaninov (1873–1943)

Six morceaux, op. 11 (1894)
- Maurice Ravel (1875–1937)

Ma mère l'Oye (1910)
Rhapsodie espagnole
- Max Reger

Six burlesques (1900) 
6 pièces, opus 94 (1906)
- Erik Satie

En habit de cheval (1911)
Aperçus désagréables
La Belle Excentrique
Trois morceaux en forme de poire
Trois petites pièces montées
- Déodat de Séverac

Le Soldat de plomb (1904)
- Igor Stravinsky

Cinq pièces faciles
Trois pièces faciles
- Peter Warlock

Capriol Suite

### Période contemporaine
- Edison Denisov

3 pièces (1967)
Pièces pour les enfants
- Jean Françaix (1912–1997)

Quinze portraits d'enfants d'Auguste Renoir (1971)
- Gérard Gastinel

Héphaïstos IV (1990)
- György Kurtág

Játékok
- Florent Nagel

Alice au pays des merveilles
- Lior Navok (1971 - )

At the Edge of a Spiral (2004)
- Karlheinz Stockhausen (1928–2007)

Intervall, de Für kommende Zeiten (en), Nr. 33 (1968–70)
- Bruno Vlahek (1986-)

Sonate pour piano à quatre mains, op. 21 (2008), Variations sur un thème populaire croate, op. 38 (2013)

## Œuvres pour deux pianos

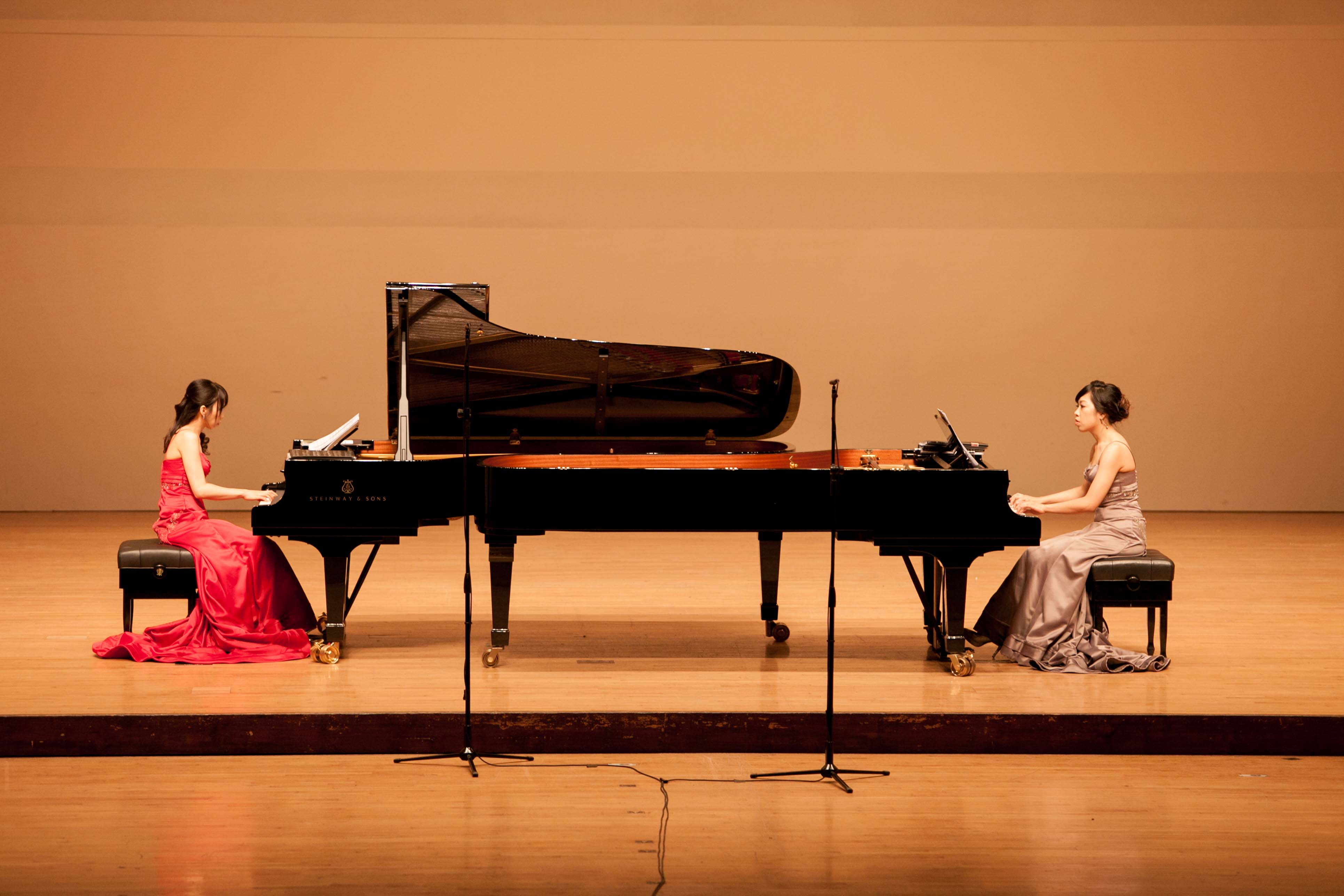
Un duo de pianos en concert.

### Période classique
- Johann Christian Bach (1735–1782)

Sonate en sol majeur pour deux clavecins ou deux pianos, op. 15, No. 5
- Wolfgang Amadeus Mozart (1756–1791)

Fuge en ut mineur, K. 426
Larghetto et Allegro en mi  majeur (1781)
Sonate en ré majeur, K. 448 (1781)

### Période romantique
- Anton Arenski (1861 - 1906)

Suites pour deux pianos, op. 15, 23, 33, 62
- Johannes Brahms (1833–1897)

Sonate en fa mineur, op. 34b (1863)
Valses, op. 39 (1865)
Variations sur un thème de Haydn, op. 56b (1873)
- Emmanuel Chabrier (1841–1894)

Trois valses romantiques (1883)
- Frédéric Chopin (1810–1849)

Rondo en do majeur, op. posth. 73 (1828)
- Théodore Gouvy (1819—1898)

Sonate en ré mineur, op. 66
Scherzo, op. 60
Lilli Bulléro, op. 62 (var. sur un air anglais)
Marche, op. 63
Fantaisie, op. 69
Divertissement, op 78
- Edvard Grieg (1843–1907)

Old Norwegian Melody with Variations (1890)
- Franz Liszt (1811–1886)

Réminiscences de Don Juan (1877)
Concerto pathétique (1865)
- Felix Mendelssohn (1809-1847)

Duo concertant (1833)

### Période moderne
- Béla Bartók (1881–1945)

Sept pièces de Mikrokosmos, Sz. 108 (1926–39)
- Arnold Bax (1883–1953)

Sonate pour deux pianos (1929)
- Mel Bonis

Scherzo pour deux pianos
Variations (1901)
- Benjamin Britten (1913–1976)

Intro And Rondo Alla Burlesca, op. 23 (1940)
Mazurka Elegiaca, op. 23 (1941)
- Max Bruch

Fantaisie, op 11
- Ferruccio Busoni (1866–1924)

Improvisation sur le choral de Bach "How good I feel, O friend of the soul" (1916)
Duettino concertante d'après Mozart (1919)
- Dmitri Chostakovitch (1906–1975)

Concertino, op. 94 (1953)
Suite pour deux pianos, op. 6 (1922)
- Claude Debussy (1862–1918)

Lindaraja (1901)
En blanc et noir (1915)
- Georges Enesco (1881–1955)

Variations sur un thème original en la  majeur, op. 5 (1898)
- Paul Hindemith (1895–1963)

Sonate pour deux pianos (1942)
- Arthur Honegger (1892–1955)

Suite (1922/30)
Partita (1939/40)
- Charles Koechlin (1867–1950)

Suite pour deux pianos (1896)
Danses pour Ginger
Le Portrait de Daisy Hamilton
- Witold Lutosławski (1913–1994)

Variations sur un thème de Paganini (1941)
- Bohuslav Martinů (1890–1959)

La Fantaisie (1929)
Trois Danses tchèques pour deux pianos (1949)
- Darius Milhaud (1892-1974)

Scaramouche op. 165b
Carnaval à la Nouvelle-Orléans op. 275
- Francis Poulenc (1899–1963)

L'embarquement pour Cythère (valse-musette)
Sonate pour deux pianos (1953)
Élégie pour deux pianos (1959)
- Sergueï Rachmaninov (1873–1943)

Rhapsodie russe en mi mineur (1891)
Suite no 1', op. 5 (1893)
Suite no 2 en ut majeur, op. 17 (1901)
Danses symphoniques, op. 45 (1940)
- Maurice Ravel (1875–1937)

Sites auriculaires (1895–97)
Ouverture de Shéhérazade (1898)
Introduction et Allegro (1906)
La Valse (1920)
Rapsodie espagnole (1907)
- Guy Ropartz (1864–1955)

Pièce en si mineur (1898)
- Alexandre Scriabine (1872–1915)

Fantaisie en la mineur, op. posth. (1890)
- Igor Stravinsky (1882–1971)

Concerto pour deux pianos (1935)
Scherzo à la russe (1944)
Sonate pour deux pianos (1943)
- Germaine Tailleferre

Intermezzo
Jeux de plein air

### Période contemporaine
- John Coolidge Adams (1947-)

Hallelujah Junction (1996)
- Luciano Berio (1925–2003)

Wasserklavier (1965)
- Pierre Boulez (1925-2016)

Structures pour deux pianos, livre I (1952)
Structures pour deux pianos, livre II (1961)
- Jacques Castérède (1926-)

Crosses on Fire (Feux croisés) pour deux pianos (1963)
- Henri Dutilleux (1916)

Figures de résonances (1970–76)
- Morton Feldman (1926–1987)

Intermission 6 pour un ou deux pianos (1953)
Two Pieces for Two Pianos (1954)
Two Pianos (1957)
Vertical Thoughts I (1963)
- Jean Françaix (1912–1997)

Huit danses exotiques (1957)
- Karel Goeyvaerts (1923–1993)

Sonate pour deux pianos (en) (1950–51)
- Ron Hannah (1945)

Dances for Camille (2014)
- Hans Werner Henze (1926–2012)

Divertimenti per due pianoforti (1964)
- György Ligeti (1923–2006)

Monument - Selbstporträt - Bewegung (1976)
- Peter Machajdik (1961)

It's Not The Mist (2018)
- Michel Merlet

Musique pour deux pianos
- Olivier Messiaen (1908–1992)

Visions de l'Amen (1943)
- Arvo Pärt

Hymn to a Great City
- Astor Piazzolla (1921–1992)

Suite portena de ballet
- Steve Reich

Piano Phase
Finishing the Hat
- Karlheinz Stockhausen (1928–2007)

Mantra, Nr. 32, pour deux pianos avec électronique (1970)
- Bruno Vlahek (1986-)

Sonate pour deux pianos, op. 13 (2006)

## Œuvres pour deux pianistes et orchestre
- Max Bruch

Concerto pour deux pianos et orchestre, op. 88a (1912)